# 马南冈
马南冈（法語：Maninghem，法語發音：[manɛ̃ɡɑ̃]）是法国上法蘭西大區加来海峡省的一个市镇，属于蒙特勒伊区。

## 地理
马南冈（50°32'36"N, 1°56'22"E）面积3.93 平方千米，位于法国上法蘭西大區加来海峡省，该省份为法国北部沿海省份，西北濒北海，南至索姆省，东临北部省。
与马南冈接壤的市镇（或旧市镇、城区）包括：维坎冈、阿韦讷、比蒙、埃尔利、于克利耶、基朗。

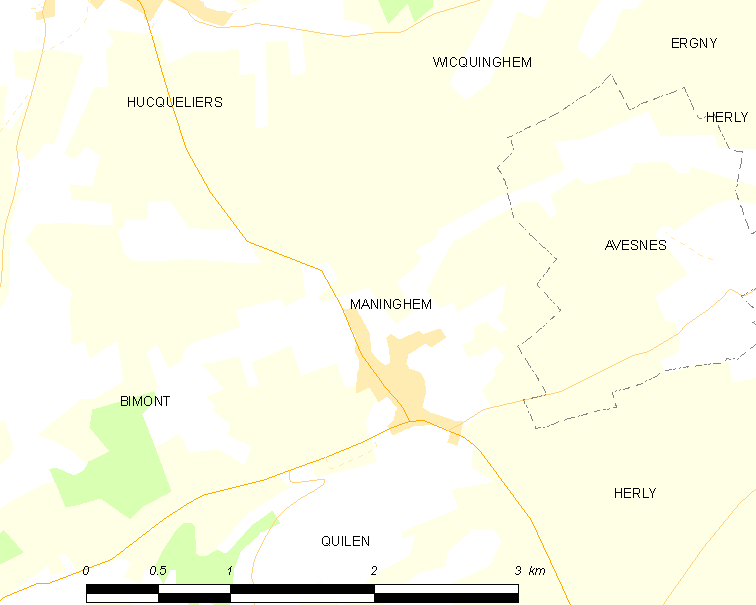
马南冈的OSM定位图

马南冈的时区为UTC+01:00、UTC+02:00（夏令时）。

## 行政
马南冈的邮政编码为62650，INSEE市镇编码为62545。

## 政治
马南冈所属的省级选区为兰布尔县。

## 人口

1962-2008年间马南冈人口变化图示

马南冈于2022年1月1日时的人口数量为150人。